# Metriocnemus lacustris
Metriocnemus lacustris är en tvåvingeart som först beskrevs av August Friedrich Thienemann och Jean-Jacques Kieffer 1916.  Metriocnemus lacustris ingår i släktet Metriocnemus och familjen fjädermyggor.
Artens utbredningsområde är Sverige. Inga underarter finns listade i Catalogue of Life.